# Newsoms
Newsoms é uma cidade  localizada no estado norte-americano de Virginia, no Condado de Southampton.

## Demografia
Segundo o censo norte-americano de 2000, a sua população era de 282 habitantes.
Em 2006, foi estimada uma população de 284, um aumento de 2 (0.7%).

## Geografia
De acordo com o United States Census Bureau tem uma área de
1,3 km², dos quais 1,3 km² cobertos por terra e 0,0 km² cobertos por água.

## Localidades na vizinhança
O diagrama seguinte representa as localidades num raio de 16 km ao redor de Newsoms.